# Templete de la Feria
El templete de la Feria es un histórico templete modernista de la ciudad española de Albacete. Está ubicado en el centro del círculo central del Recinto Ferial de Albacete. Es uno de los símbolos de la Feria de Albacete, declarada de Interés Turístico Internacional, que se celebra del 7 al 17 de septiembre.

## Historia
Hasta el año 1895 existió un templete de madera en la ubicación del actual en donde se celebraban conciertos de música hasta ser declarado en ruinas por el Ayuntamiento de Albacete.

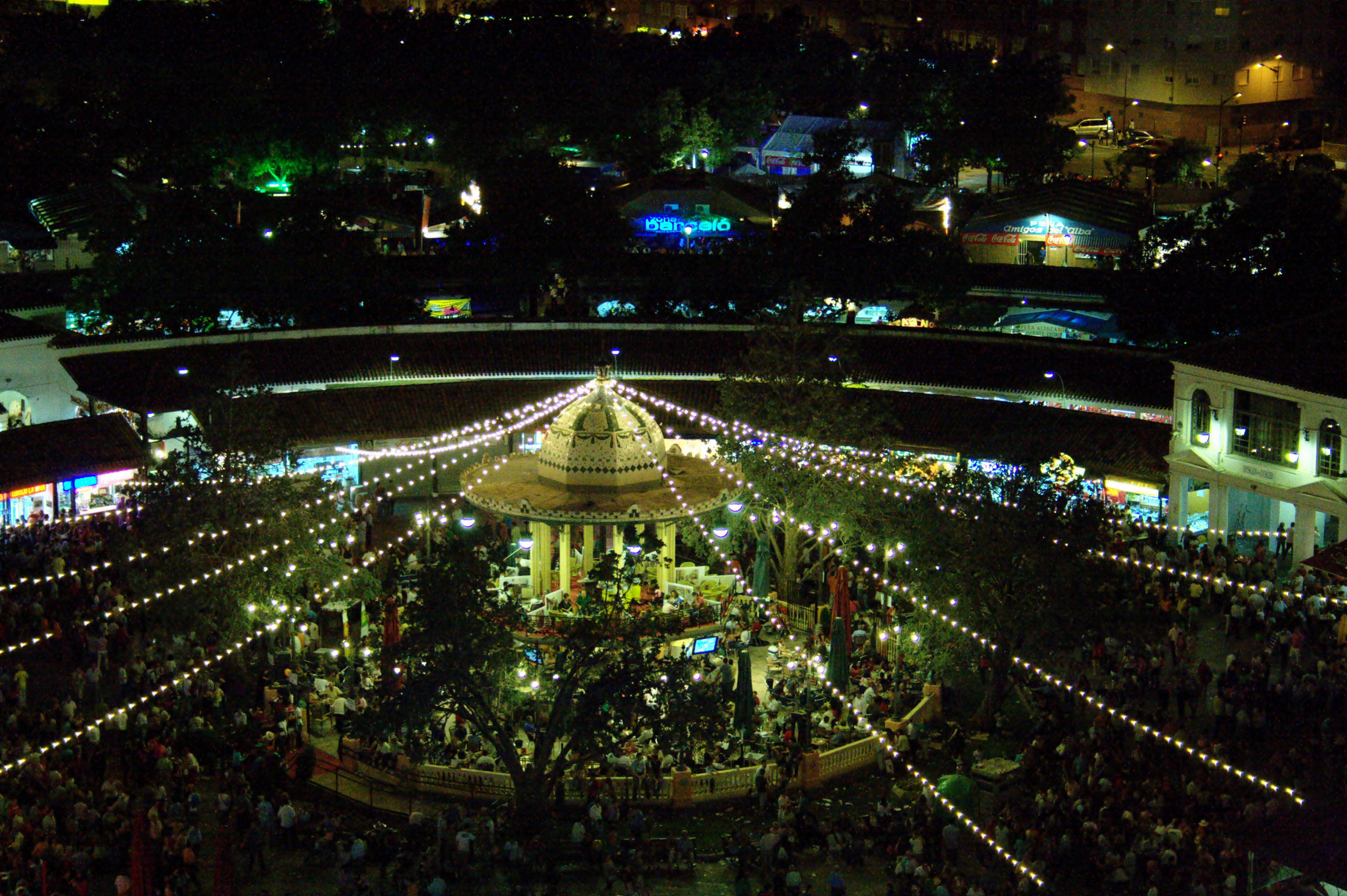
Vista nocturna del templete durante la Feria de Albacete

Muchos fueron los proyectos presentados ante el ayuntamiento para construir el nuevo templete de la Feria, siendo elegido finalmente el de Daniel Rubio, arquitecto municipal de Albacete entre 1910 y 1919. El proyecto, el primero de su carrera, fue denominado por el arquitecto el Kiosko de la Feria. Las obras comenzaron en diciembre de 1911, siendo inaugurado el 12 de febrero de 1912 por el alcalde José Legorburo Oriola. Sin embargo, las obras no acabaron hasta 1913. Por ello, en 2013 se celebró su centenario. En total, la obra costó 41 520 pesetas de la época entre el edificio, la balaustrada que lo rodea, las farolas y el mármol, la madera y la pintura. 

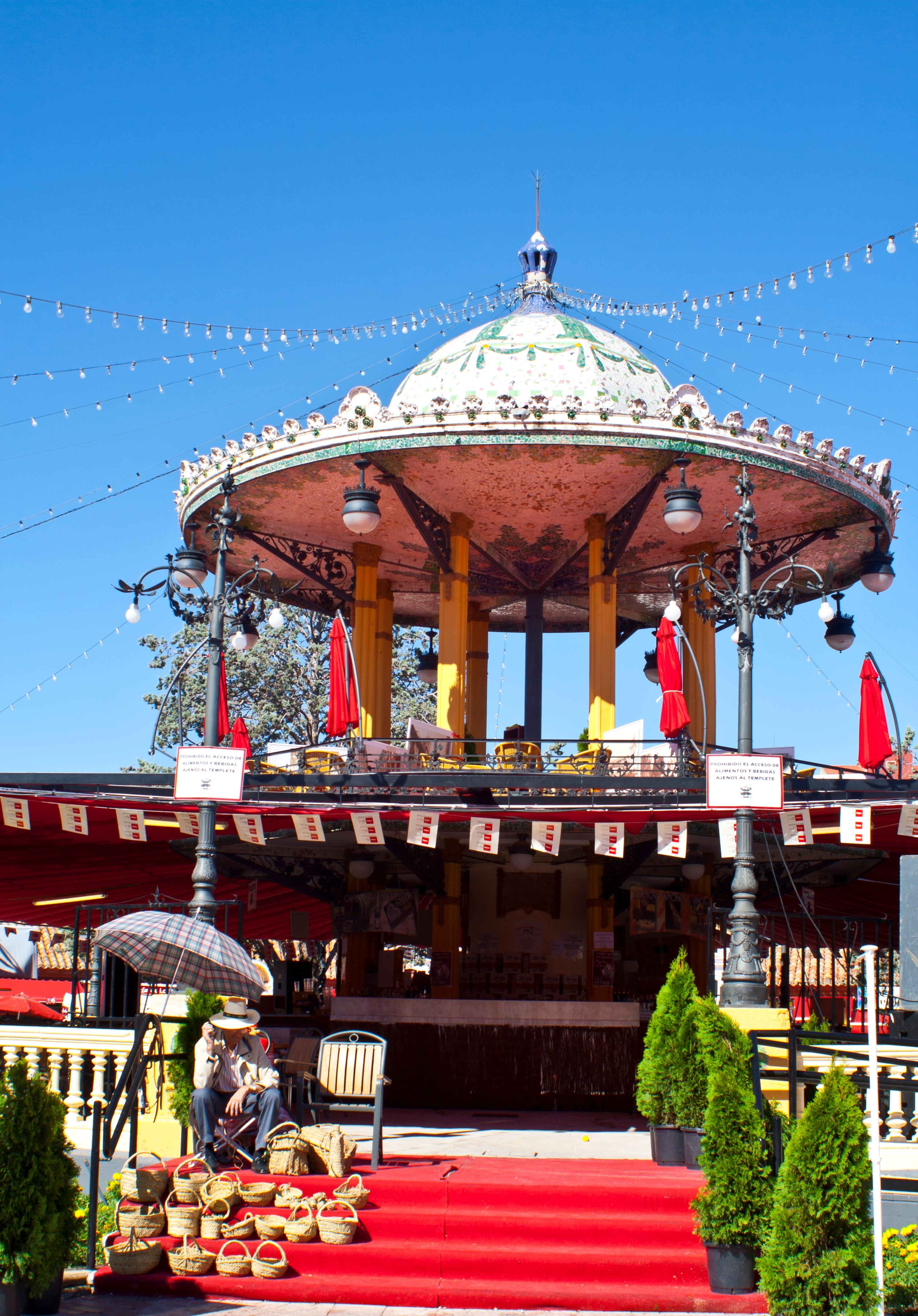
Templete de la Feria

El templete vio la luz, además de para albergar conciertos de música en su planta de arriba, con una finalidad comercial, como actualmente se utiliza. En la planta de abajo había una cafetería-pastelería y arriba eran los conciertos.
En 2013 el templete de la Feria fue reformado integralmente con una inversión de 160 000 €.

## Características
El templete de la Feria tiene forma octogonal, dibujada por sus ocho columnas, con dos plantas unidas por una escalera de caracol. La cúpula es de cerámica en vidrio de color azul y verde y cuenta con una galería voladiza. Está rodeado por 18 farolas.[cita requerida]